# Szichanturi
Szichanturi (ros. Szychantur, oset. Cchuyrbatae)  – wieś w Osetii Południowej, w regionie Dżawa. W 2015 roku liczyła 6 mieszkańców.